# Johann von Raesfeld (Domherr, † 1633)
Johann von Raesfeld (* um 1555; † 25. Mai 1633) war Domherr in Münster.

## Leben
Johann von Raesfeld entstammte dem westfälischen Adelsgeschlecht von Raesfeld, aus dem zahlreiche namhafte Persönlichkeiten hervorgegangen sind. Dessen Mitglieder waren Anhänger des katholischen Glaubens. Johann war der Sohn des Goswin von Raesfeld und dessen Gemahlin Agnes von Twickel. Sein Bruder Bitter († 1584) war Domherr in verschiedenen Bistümern. Am 8. Februar 1580 wurde Johann auf Präsentation des Domherrn Arnold von Büren für die Dompräbende des Domherrn Konrad von Westerholt, der verzichtet hatte, nominiert. Johann war am 31. Oktober 1584 auch Kanoniker in St. Mauritz in Münster. Nach kurzer Zeit verzichtete er und heiratete Hendrike van Schrieck. In zweiter Ehe war er mit Susanne Maria Wagewijn verheiratet. Aus der Ehe gingen zwei Söhne und zwei Töchter hervor, die den Familienzweig Morkirchen begründeten.